# Enallage
L'enàllage (dal greco enallagē;, «scambio interno») è una figura retorica di tipo sintattico, che consiste nello scambiare una parte del discorso con un'altra per darle maggiore efficacia. Può avvenire in diversi modi:
- scambio di due forme verbali
- sostituzione di un avverbio con un aggettivo (parla chiaro; E cominciommi a dir soave e piana, Dante, Divina Commedia, I, II, 56)
- concordanza a senso: cambiamento di numero o genere delle parole
- "accusativo alla greca" (Sparsa le trecce morbide, Manzoni, Adelchi)
- sostituzione di un nome con un verbo
- sostituzione di un verbo transitivo con uno intransitivo o viceversa

In latino, l'enallage compare quando viene usato l'infinito storico al posto dell'indicativo imperfetto o il presente storico al posto del perfetto. In italiano, forme di enallage sono comuni nel linguaggio parlato e nel linguaggio della pubblicità.
Possono essere considerati casi particolari di enallage l'ipallage, dove un aggettivo viene spostato in posizione diversa da quella grammaticalmente corretta, e la sinestesia, dove lo scambio riguarda concetti relativi a due sensi diversi.